# Conservazione e restauro del bronzo da esterno

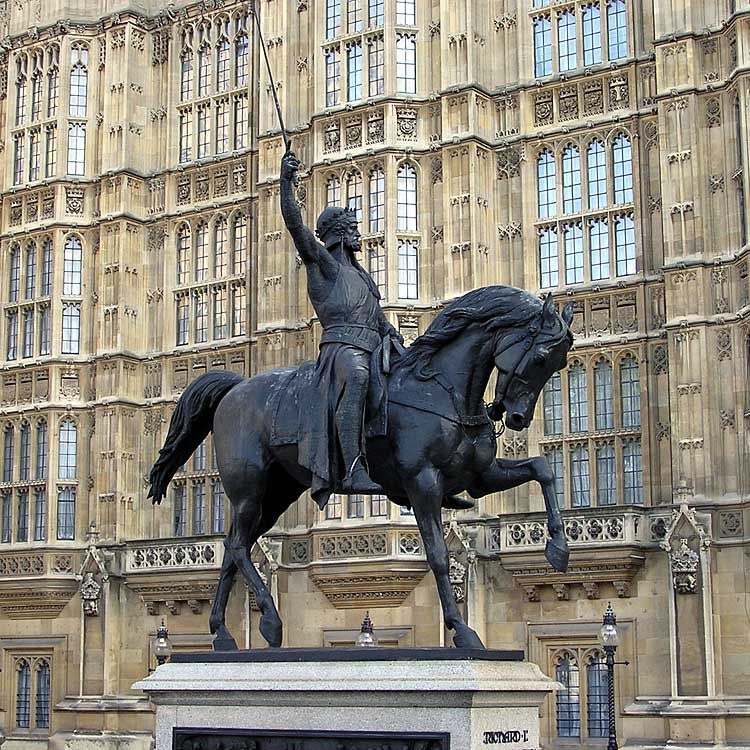
Riccardo Cuor di Leone (Carlo Marochetti, 1860) fuori dal Palazzo di Westminster a Londra, esempio di scultura in bronzo all'esterno.

La conservazione e restauro delle opere d'arte in bronzo all'aperto è un'attività dedicata alla conservazione, protezione e manutenzione degli oggetti e delle opere d'arte in bronzo esposti all'esterno. Quando applicata ai beni culturali, questa attività è generalmente svolta da un conservatore-restauratore.

## Problemi ambientali all'aperto
Sono moltissime le influenze che l'ambiente può avere sulla scultura in bronzo esposta all'aperto e non esistono due luoghi identici dal punto di vista climatico, quindi non esiste un solo metodo di conservazione valido per tutte le sculture di questo tipo. Un metodo di conservazione che funziona molto bene in un luogo potrebbe infatti non funzionare altrettanto bene in un altro. Un restauratore deve tenere conto di numerosi fattori quando si prepara a lavorare su una scultura. Alcuni di questi includono l'umidità, la temperatura, la luce ultravioletta, la vicinanza al mare, la quantità di inquinamento atmosferico (soprattutto se causa piogge acide) e persino il tipo di flora e fauna presenti nella zona. Se la scultura fa parte di una fontana funzionante, è importante la qualità dell'acqua corrente (dura, dolce, alcalina, acida, ecc.). Anche l'accessibilità della scultura alle persone e la possibilità o meno di arrampicarsi su di essa sono un fattore importante.
Secondo Kipper, la pioggia acida può essere particolarmente dannosa per le sculture in bronzo, poiché i componenti principali di tale pioggia sono solitamente i solfuri, o acido solforico, che possono danneggiare le patine e le superfici in bronzo provocando la formazione di striature. 
Molti effetti diversi tra loro possono verificarsi su una scultura a causa del fatto che si trova in un ambiente esterno. Questi includono la formazione di un'incrostazione nera o di una sostanza bianca polverosa (depositi minerali) che ha il potenziale di oscurare la patina blu-verde naturale o le patine applicate artificialmente. Le croste formate da inquinamento potrebbero causare il deterioramento del metallo e formare piccole cavità se non rimosse. 

## Fontane di bronzo
Gli elementi protettivi per le fontane in bronzo sono particolarmente importanti, poiché l'acqua è una delle principali cause di alterazioni o corrosione in un bronzo. Le sculture in bronzo incorporate nelle fontane avranno bisogno di più strati di cera, perché gli spruzzi d'acqua causeranno il deterioramento della cera a un ritmo più rapido di quanto accadrebbe normalmente. È necessario monitorare i diversi aspetti dell'acqua, incluso il pH, l'alcalinità totale e la durezza o il livello di sali minerali disciolti. È possibile che l'acqua lasci depositi minerali sotto forma di crosta di colore bianco o marrone chiaro. Quella "crosta" può causare danni o diventare più difficile da togliere se entra in contatto con la superficie metallica o con una patina e necessita di essere periodicamente rimossa. Esistono diversi trattamenti chimici che possono essere utilizzati per controllare i livelli di questi fattori. Di solito la manutenzione delle fontane deve avvenire con una frequenza maggiore rispetto anche ad altre sculture in bronzo.

## Metodi di conservazione del passato
Tra la fine del XIX secolo e l'inizio del XX secolo, uno dei modi principali per rimuovere la corrosione dal bronzo archeologico era attraverso mezzi chimici o elettrolitici. Le sculture potrebbero essere state trattate solo in alcuni punti o essere state completamente sommerse. Questi trattamenti elettrochimici comportavano solitamente la completa rimozione di qualsiasi patina o materiale superficiale, riportando il bronzo alla sua superficie metallica originale. Purtroppo questo approccio spesso rendeva il metallo poroso o lasciava la superficie con un aspetto poco attraente. Questo metodo generale di trattamento è ancora utilizzato oggi in alcune varietà di statue.
In alternativa, uno di questi "metodi" di conservazione del bronzo in passato era semplicemente quello di non trattarlo affatto. Come prevedibile, ciò ebbe risultati molto diversi: alcuni bronzi archeologici sopravvissero in condizioni abbastanza buone, mentre altri divennero sempre più fragili fino a deperirsi nel tempo. Alcuni bronzi sono molto apprezzati per le loro patine originali che rimangono nel tempo sulla superficie dell'oggetto, come alcuni degli antichi bronzi cinesi, quindi di proposito non vengono sottoposti a trattamenti. 
Un metodo, non molto diverso dai trattamenti che vengono eseguiti ancora in epoca moderna, è quello di asciugare il pezzo, rimuovere con cura tutta la possibile corrosione e quindi sigillare l'area o l'intera statua di bronzo. Altri trattamenti hanno incluso un'ampia varietà di sostanze, da "sostanze esoteriche o banali che vanno da intrugli segreti a materiali prosaici come detergenti per il forno o succo di limone". 

## Metodi di conservazione contemporanei

### Valutazione delle condizioni
Prima di poter intraprendere qualsiasi intervento conservativo è necessario effettuare una valutazione approfondita della scultura o dell'oggetto. Ciò include l'esame dei rapporti di conservazione passati, l'acquisizione di documentazione fotografica attuale, la valutazione della sua attuale integrità strutturale, la discussione con l'artista/proprietario in merito alla profondità del trattamento di conservazione desiderato e la sperimentazione di nuovi o diversi trattamenti.
Secondo Virginia Naudé e Glenn Wharton, ci sono quattro passaggi che accompagnano la valutazione o il rilievo di una scultura all'aperto, chiamati "Outdoor Sculpture Condition Survey": 
1. Descrizioni tecniche e valutazioni delle condizioni di ogni scultura. Sono incluse l'identificazione dei materiali, informazioni sulla fabbricazione, valutazioni delle pratiche di manutenzione passate, determinazione delle condizioni della superficie e descrizioni dell'integrità strutturale. Importanti sono anche i commenti sugli effetti delle precedenti cure, riparazioni o trattamenti di routine.
2. Consigli per la manutenzione di ogni scultura. Queste raccomandazioni si basano sulla storia, le condizioni e l'ubicazione della scultura, sulle risorse del proprietario e sulle relative esigenze della scultura nel contesto dell'intera collezione. La raccomandazione sul mantenimento dovrebbe includere informazioni sulle cure di routine e sul trattamento periodico.
3. Assegnazione delle priorità alle attività consigliate. Il conservatore assegna le priorità in base alle informazioni tecniche raccolte. Queste priorità verranno successivamente valutate in relazione alle priorità storico-artistiche, alla raccolta fondi e ad altre priorità.
4. Stima delle risorse necessarie. I costi di manodopera delle varie opzioni di manutenzione proposte sono espressi in cifre monetarie o in ore di lavoro richieste a conservatori, tecnici e altri specialisti. Una stima delle ore necessarie per effettuare una certa operazione è particolarmente utile se il lavoro di restaurazione consigliato non verrà svolto immediatamente. Sono inclusi anche i costi per forniture e attrezzature.

### Pulizia e rimozione di corrosione e incrostazioni

#### A mano
Un metodo per rimuovere incrostazioni particolarmente resistenti da una scultura è la pulizia meccanica eseguita da un individuo. Tali metodi potrebbero includere il riscaldamento o eventualmente l'applicazione di un solvente in un punto specifico per indebolire l'incrostazione, seguito dalla rimozione con un bisturi, una spatola o un altro dispositivo simile. 
A seconda della scultura o dell'oggetto, il lavoro delicato potrebbe essere eseguito sotto ingrandimento con una luce a bassa temperatura. Alcuni strumenti utilizzati in questo scenario sono: "spazzole in fibra di vetro, pennelli per pittura, stuzzicadenti, uno spillo tenuto in una morsa apposita, strumenti vari destinati ad intagliare il legno e piccoli soffietti per macchine fotografiche usati per soffiare via la polvere". 

#### Sabbiatura con acqua
Un altro metodo per pulire le sculture in bronzo, soprattutto quelle esterne, è la sabbiatura con acqua. L'acqua può essere pressurizzata a vari livelli di psi, a seconda di ciò che è necessario per il singolo caso. Diversi tipi di ugelli possono dirigere il flusso d'acqua in modi unici, fornendo un metodo di pulizia versatile. Questo metodo funziona particolarmente bene su superfici bucherellate o con grandi quantità di dettagli in superficie. 

#### Abrasione dell'aria

##### Pallinatura con perle di vetro
Le perle di vetro sono state utilizzate negli anni 70 del Novecento per circa un decennio nell'industria per la pulizia e lo "stress-conditioning" di macchinari metallici che dovevano essere preparati con molta precisione. Secondo Phoebe Dent Weil, 
Le sfere, tipicamente di 100 µm di diametro, sono altamente elastiche, non lasciano residui e producono una superficie metallurgicamente pulita senza abrasione. Incrostazioni indesiderate, accrescimenti e prodotti della corrosione vengono frantumati e staccati dalla forza dell'esplosione e la superficie metallica viene martellata o lavorata su scala microscopica. Come risultato della micropallinatura, le fessure e gli alveoli microscopici vengono sigillati migliorando la resistenza alla corrosione. Le tensioni superficiali nel metallo vengono alleviate e, come nel caso del bronzo, la superficie metallica viene indurita producendo una struttura cristallina più compatta nella superficie metallica e prolungando così la resistenza a fatica e il livello di usura del metallo.
Dent Weil ha testato il processo di pallinatura prima dell'uso e ha scoperto che in media veniva perso meno di 1 µm di metallo quando veniva applicato su un'area di 1 cm2 durante la sabbiatura per 10 minuti. A causa della velocità con cui l'incrostazione veniva rimossa, stabilirono che questa era, nella migliore delle ipotesi, trascurabile. Hanno inoltre ritenuto che, poiché in realtà avevano bisogno di ripassare solo una sezione della scultura per un massimo di 3 secondi (molto lontano dal test che prevedeva 10 minuti), questo fosse il metodo migliore, così come il fatto che a differenza della sabbiatura non viene prodotta polvere di silice e non si teme la silicosi. Una leggera difficoltà tecnica che si è verificata con questo metodo è che in aree esterne ad elevata umidità i tubi si sono intasati con le perle dovute all'umidità. Una soluzione proposta e realizzata per risolvere questo problema è l'uso della "pallinatura a umido". Questo processo include la creazione di un "impasto liquido" di acqua pulita e perline, aumentando l'umidità fino a quando non era più un problema e scorreva senza intoppi attraverso i tubi. Ciò non solo ha risolto il problema, ma si è scoperto che riduceva drasticamente la quantità di perline necessarie, oltre a limitare la pulizia finale dell'area poiché le perline non rimbalzavano così lontano come nei processi precedenti. 
Contrariamente al caso di Dent Weil, altri si sono opposti alla pallinatura con perle di vetro per diverse ragioni. Nicholas F. Veloz, AW Ruff e W. Thomas Chase eseguirono un test per vedere se la pallinatura delle perle di vetro non avesse effettivamente rimosso alcun metallo dalla scultura e non avesse ridotto lo stato di corrosione come creduto da molti. Tuttavia, le loro scoperte furono l'opposto di queste convinzioni, quando scoprirono che effettivamente la loro procedura rimuove il metallo dalla superficie a un livello superiore a quello accettabile. Scoprirono anche che, attraverso un'analisi al microscopio, la superficie del bronzo era stata ammaccata e bucherellata da piccoli crateri che avevano pezzi di metallo che si sfaldavano e diventavano fragili quando si scontravano tra loro. I test successivi rivelarono inoltre che, lungi dal diminuire il tasso di corrosione, la pallinatura con perle di vetro può in realtà aumentare il tasso di corrosione atmosferica poiché aumenta l'area superficiale consentendo a più aree di contenere particelle e acqua. 
Il risultato finale è che mentre la pallinatura con perle di vetro può essere molto utile per la rimozione immediata di incrostazioni e altri materiali, l'effetto a lungo termine potrebbe essere quello di danneggiare la scultura, e quindi dovrebbe essere utilizzata solo con molta cautela. Un'alternativa alla pallinatura con perle di vetro è l'utilizzo di gusci di noce. Veloz e i suoi collaboratori hanno testato infatti i due metodi contemporaneamente.

##### Abrasione ad aria con gusci di noce
L'uso dei gusci di noce come "abrasivo ad aria" (l'abrasione ad aria è una tecnica di rimozione di materiali, ad esempio lo smalto, usata anche in odontoiatria) è stato sviluppato come forma di pulizia più delicata rispetto alla sabbiatura o alla pallinatura con perle di vetro. Veloz ha scoperto che è necessaria una pressione d'aria inferiore rispetto alle altre varietà, sebbene sia comunque necessaria una grande quantità d'aria in seguito alla scoperta secondo la quale l'uso di un ugello più grande sembrava essere più efficiente (ossia ugelli da 5/16 pollici [12/40 cm circa] o 3/8 pollici [7,5/20 cm circa] da utilizzare con manometro da 35-40 libbre [15-18 kg circa] per pollice quadrato). Le particelle più piccole sono più efficaci di quelle più grandi (60/200 mesh, riferito a particelle che passano attraverso 60 fili per pollice, ma non 200). Un angolo quasi perpendicolare è (ma non del tutto) il migliore per tenere l'ugello in direzione della scultura: bisognerebbe infatti avvicinarsi a 15 o 20 gradi dalla perpendicolare esatta. 
Veloz e i suoi collaboratori, come accennato in precedenza, attraverso molteplici test scoprirono che l'uso dei gusci di noce come abrasivo ad aria non causava alcun effetto dannoso sulla superficie del bronzo se osservato al microscopio, a differenza delle perle di vetro, poiché le particelle abrasive hanno un'elasticità maggiore rispetto alla superficie del bronzo, facendole accartocciare e assorbire il colpo invece di essere il bronzo a cedere sotto la forza. Scoprirono anche che l’uso dei gusci di noce non aumentava il tasso di corrosione. La loro conclusione fu che i gusci di noce erano la scelta migliore come abrasivo ad aria, perché presentavano tutti gli stessi vantaggi delle perle di vetro, ma nessuno degli effetti collaterali negativi. 
Secondo David A. Scott, le scoperte di Veloz, Ruff e Chase sono state confermate anche da "Barbour e Lie" che hanno eseguito una serie di test includendo perle di vetro, 3 diversi tipi di perle di plastica, bicarbonato di sodio in polvere e gusci di noce.